# جامعة الحكمة (لبنان)
جامعة الحكمة، تعرف أيضا بالاختصار ULS، هي معهد أكاديمي راسخ في منطقة فرن الشباك بلبنان، تأسست بموجب مرسوم رقم 1947 في عام 1999، لكن كلية القانون العليا بالجامعة تعود إلى عام 1875.
ترتبط الجامعة بمؤسسة الحكمة التعليمية اللبنانية التي تأسست عام 1875. كانت المؤسسة تدير المعهد العالي للقانون الذي هو ضمن الجامعة الآن وتضم مؤسسة الحكمة حاليا شبكة واسعة من المدارس الابتدائية والثانوية اللبنانية المارونية، يواصل العديد منها الدراسة في الجامعة.
لكن الجامعة تعمل بشكل مستقل عن برنامج مدرسة الحكمة، وتشرف عليه أبرشية بيروت الكاثوليكية المارونية في بيروت.
تحتوي جامعة الحكمة على مجموعة واسعة من التخصصات التي تمكن الشباب من اكتساب المهارات اللازمة لإنجاح مشروعهم.
فيم يتعلّق بنمط الدراسة فهي تعتمد نظام الأرصدة كلية الحقوق والحضور إلزامي.وهي تتمتع في السنوات الأخيرة بمكانة مستقرة ضمن أفضل 20 جامعة في لبنان ولا تخطط للتخلي عنها.

## الكليات
تحتوي جامعة الحكمة على الكليات التالية:
- كلية الحقوق والتي تحوي التخصصات التالية: الحقوق، القانون الخاص / القانون العام / القانون المقارن / قانون المعلوماتية / القوانين المصرفية الخاصة. وتقسم إلى 4 أقسام أساسية الإجازة التي تمتد 4 سنوات، الدراسات العليا المعمّقة تُنجزفي سنة كاملة، كذلك الدراسات المتخصصة العليا؛ أمّا الدكتوراه فتستمر 3 سنوات على الأقل.
- كلية العلوم الكنسية وتقسم شهاداتها على الشكل التالي: الإجازة 3 سنوات وتعادل 96 رصيدًا، الماستر البحثي سنتان ما يعادل 38 رصيدًا. ويمكن للطالب أن يحصل على دبلوم جامعي في: الثقافة الدينية 3 سنوات (48 رصيدًا)، التعليم المسيحي 3 سنوات (52 رصيدًا)، تنشيط العمل الرعوي 3 سنوات (52 رصيدًا)، شهادة الأهلية في إدارة المؤسسات الاجتماعية والدينية CAMOSC سنة واحدة (18 رصيدًا)، رعوية العائلة 3 سنوات (48 رصيدًا)، الوساطة - فصل دراسي (6 أرصدة)، بالإضافة إلى مدخل إلى العلوم الكنسية سنة واحدة (16 رصيدًا)
- كلية القانون الكنسي.
- كلية الأعمال والتمويل والتي تتضمن العديد من الاختصاصات وهي: إدارة الأعمال، المعلوماتية، التسويق، المحاسبة والتدقيق، مالية ومصارف، الإدارة العامة، الماستر، كما الإيماستر EMBA في إدارة الأعمال. جميع هذه الإختصاصات مقسمة على النحو التالي: الإجازة 3 سنوات وتعادل 93 رصيدًا، المؤسس سنتان أي 39 رصيدًا، العدد نفسه ينطبق على الماستر البحثي، كما هناك ماجستير في إدارة الأعمال حيث يتم التركيز الرئيسي على النفط والغاز ويستمر سنتان ما يوازي 39 رصيدًا، نصف سنوي في أمريكا.
- كلية العلوم السياسية والعلاقات الدولية والتي تحوّلت من نظام المواد إلى نظام الأرصدة الأميركي عام 2013، وهي تتضن الإختصاصات التالية: العلوم السياسية، العلاقات الدولية (دبلوماسية ومسؤولة حكومية، منظمات دولية حكومية وغير حكومية، حكومية). شهاداتها مقسمة وفق ما يلي: الإجازة 3 سنوات، الماستر بحثي سنتان، كذلك الماستر المهني.
- كلية السياحة وإدارة الفنادق والتي اعتمدت نظام الأرصدة الأميركي منذ إنشائها عام 2007، والتي تتضمن إختصاص العلوم الفندقية والذي يشمل إجازة مدتها 3 سنوات وتوازي 119 رصيدًا.
- كلية الصحة العامة والتي تتضمن عدة اختصاصات موزعة على الشكل التالي: العلاج الفيزيائي، العلوم التمريضية، التصوير الشعاعي والقبالة القانونية. فيما يتعلق بالعلاج الفيزيائي والقابلة القانونية، الإجازة تؤخذ بعد إتمام 240 رصيدًا أي 4 سنوات. أمّا الاختصاصات المتبقية فتُمنح الإجازة فور إتمام 180 رصيدًا أي 3 سنوات. والجدير بالذكر أنها تعتمد نظام الأرصدة الأوروبي LMD منذ إنشائها عام 2012.
- كلية الهندسة وتضمن الإختصاصات التالية" الهندسة الكيميائية، الهندسة الميكانيكية والغذائية، هندسة المعلوماتية، الهندسة الكيميائية، الميكاترونكس، الهندسة الكيميائية، الميكاترونكس.
- كلية العلوم الدينية واللاهوتية.[7]

## الحرم الجامعي
في يونيو عام 2002، افتُتح الحرم الجامعي الرئيسي الجديد للجامعة، من قبل البطريرك الماروني نصرالله بطرس صفير. يتميز الحرم الجامعي بالهندسة المعمارية الحديثة، يتكون من أربعة أبنية في كل مبنى سبعة طوابق لكل منها طابق أرضي وطابقين تحت الأرض. يوجد بها مكان للسيارات يتسع لحوالي 500 سيارة. يمكن أن يتسع الحرم الجامعي لما يقارب 3500 طالب، يضم الحرم مكتبة وكنيسة صغيرة باسم القديس يوسف، قاعة مؤتمرات ومسرح وقاعة بولي فالينتي. يوجد حرم جامعي آخر خاص بكلية إدارة الفنادق في منطقة الأشرفية ببيروت.
إنّ جامعة الحكمة تشكل جزءًا من بعض الجمعيات نذكر منها الاتحاد الدولي للجامعات الكاثوليكية (IFCU)، الاتحاد الوطني للغة الإنجليزية، الاتحاد الوطني لتعليم إدارة الأعمال، اتحاد الجامعات الكاثوليكية في أوروبا، الاتحاد الدولي للجامعات الكاثوليكية، الوكالة الجامعية للفرنكوفونية (AUF) واتحاد الجامعات العربية (AARU).
بداية من عام 1975، قامت مؤسسة الحكمة بإدارة معهد الحكمة العالي والمعهد العالي للقانون بشكل رئيسي. أقر قانون تنظيم التعليم العالي في لبنان بتاريخ 26 ديسمبر عام 1961 في مادته 17 أن معهد القانون مؤسسة معتمدة للتعليم العالي. ظل المقر الرئيسي للمعهد في مؤسسة الحكمة حتى إنشاء جامعة الحكمة في عام 1999 وانتقال كلية الحقوق إلى الحرم الجامعي الجديد في عام 2002.

## التأسيس
في عام 1999، تأسست جامعة الحكمة بموجب المرسوم رقم 1947، المؤرخ في 21 ديسمبر لعام 1999، تحتوي الجامعة على كليات معتمدة للقانون والعلوم الكنسية وإدارة الأعمال والمالية والعلوم السياسية والعلاقات الدولية في عام 2007، في نفس العام تمت إضافة إدارة الفنادق بعد أن حصلت على ترخيص لإنشاء كلية العلوم الفندقية بموجب مرسوم نافذ رقم 91، أمّا الترخيص لمباشرة العمل والتدريس في كلية العلوم الفندقية فقد حصلت عليه خلال قرار رقم 2106/م/2007، فيما بعد، في عام 2018، تم تعديل كلية العلوم الفندقية إلى كلية السياحة وإدارة الفنادق.. في عام 2008، تمت الموافقة على المعهد العالي للقانون ككلية كاملة، أضيفت كلية الصحة العامة في عام 2012، وتمت مباشرة التدريس فيها في العام نفسه. في عام 2014، تمت الموافقة على استحداث القانون الكنسي كما تضمن برنامجي الإجازة والماستر في الشرع الكنسي.أما مباشرة التدريس فقد بدأت عام 2017، بالإضافة إلى استحداث ماستر في إدارة النفط والغاز.
أمّا عام 2018، فقد شهدت الجامعة الكثيرمن التغيرات فقد تمّ تعديل تسمية كلية العلوم الإدارية في جامعة الحكمة إلى «كلية الاقتصاد وإدارة»؛ إضافةً إلى تعديل تسمية كلية الفلسفة وعلم النفس في جامعة الحكمة إلى «كلية الفلسفة والعلوم الإنسانية». كذلك تمّ استحداث بعض الإختصاصات الهندسية مثل الهندسة الكيميائية، الهندسة الميكانيكية والغذائية، هندسة المعلوماتية، الهندسة الكيميائية، الميكاترونكس، الهندسة الكيميائية، الميكاترونكس. كما حصلت، بناءًا على قرار رقم 1545 / م / 2018، على الترخيص لمباشرة لتدريس في صف الفرشمن للعام الجامعي 2019/2020.
اللغة الرئيسية للتعليم هي الفرنسية بالإضافة إلى اللغتين العربية والإنجليزية لا سيّما في الكليات القانونية.

## وصلات خارجية
- الموقع الرسمي لجامعة الحكمة.